# Cantone di Bellegarde-en-Marche
Il Cantone di Bellegarde-en-Marche era una divisione amministrativa dell'arrondissement di Aubusson.
A seguito della riforma approvata con decreto del 17 febbraio 2014, che ha avuto attuazione dopo le elezioni dipartimentali del 2015, è stato soppresso.

## Composizione
Comprendeva i comuni di:
- Bellegarde-en-Marche
- Bosroger
- Champagnat
- La Chaussade
- Lupersat
- Mainsat
- Mautes
- Saint-Domet
- Saint-Silvain-Bellegarde